# Veyrignac
Veyrignac – miejscowość i gmina we Francji, w regionie Nowa Akwitania, w departamencie Dordogne.
Według danych na rok 1990 gminę zamieszkiwały 213 osoby, a gęstość zaludnienia wynosiła 22 osób/km² (wśród 2290 gmin Akwitanii Veyrignac plasuje się na 964. miejscu pod względem liczby ludności, natomiast pod względem powierzchni na miejscu 1084.).